# Millettia aromatica
Millettia aromatica är en ärtväxtart som beskrevs av Stephen Troyte Dunn. Millettia aromatica ingår i släktet Millettia och familjen ärtväxter. Inga underarter finns listade i Catalogue of Life.